# Chantillyspets

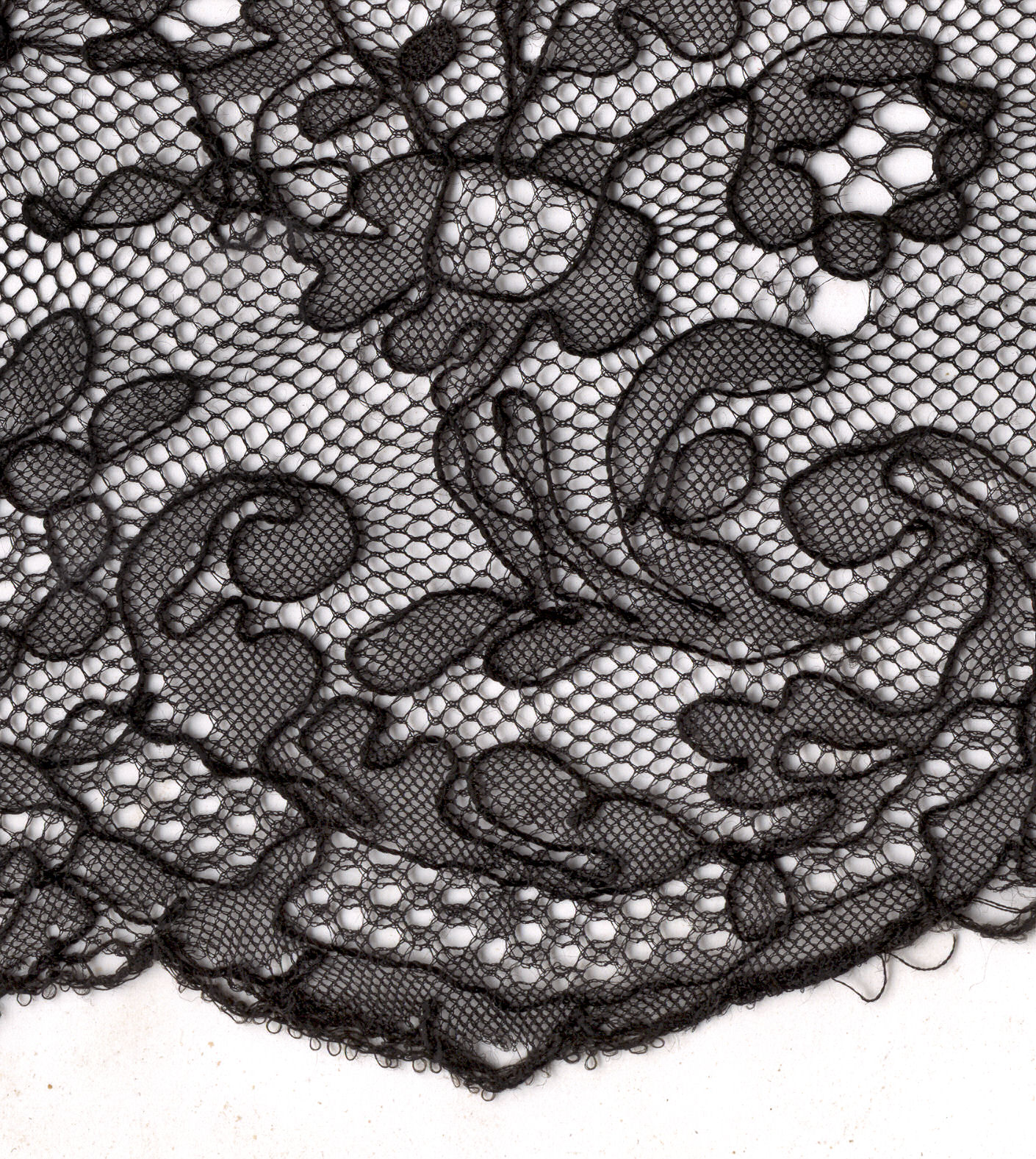
Exempel på Chantillyspets

Chantillyspets är en dyrbar spets av svart silke med tyllbotten och mönster med konturtråd.

## Bilder

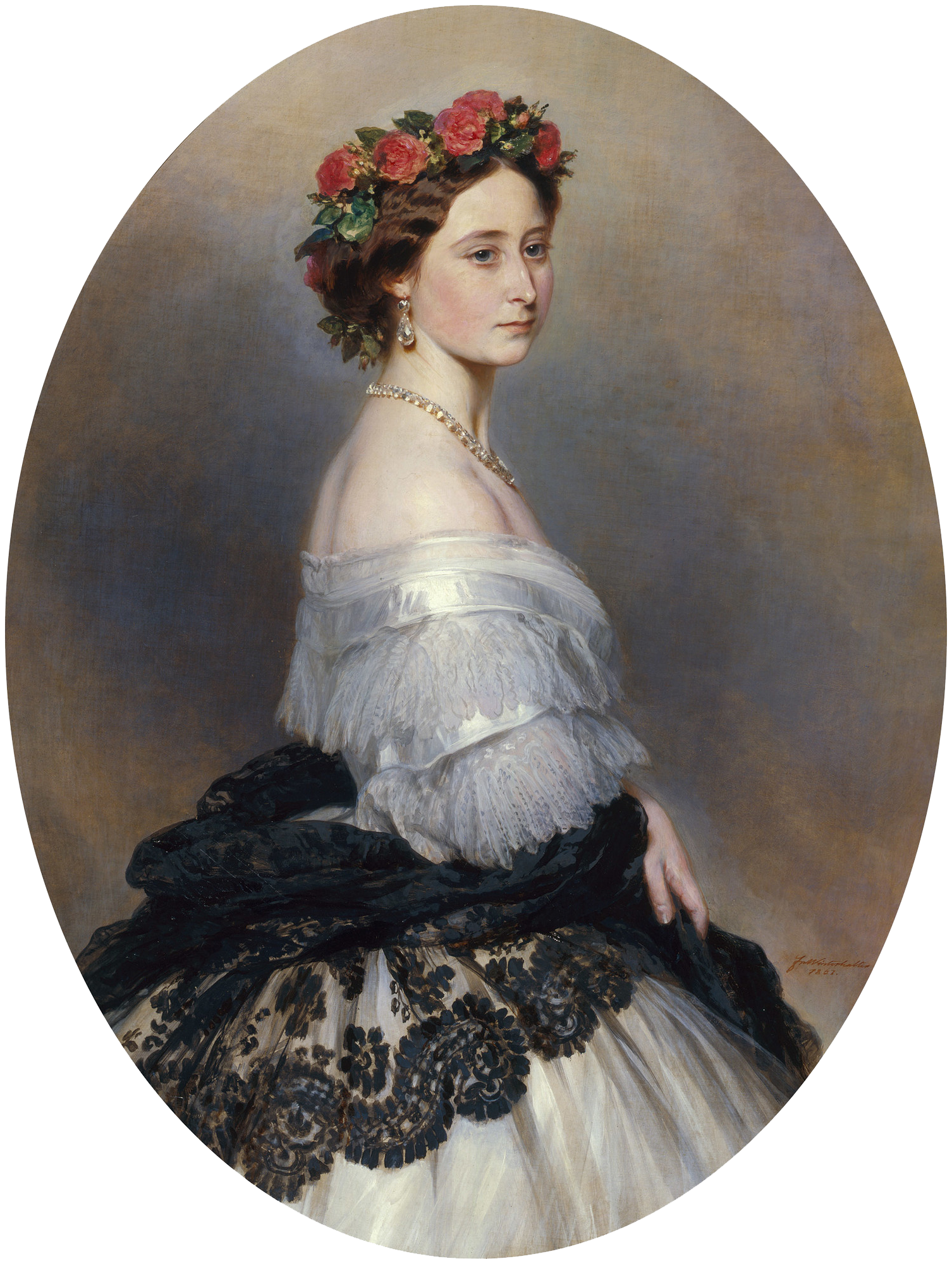
Exempel på chantillyspets i konsten. Alice av Storbritannien porträtterad av Franz Xaver Winterhalter år 1861.